# Amerikaanse staffordshireterriër
De Amerikaanse staffordshireterriër (Engels: American Staffordshire Terrier, kortweg "Amstaff") is een hondenras.
Dit ras is ontstaan uit de buldog en de terriër.

## Geschiedenis

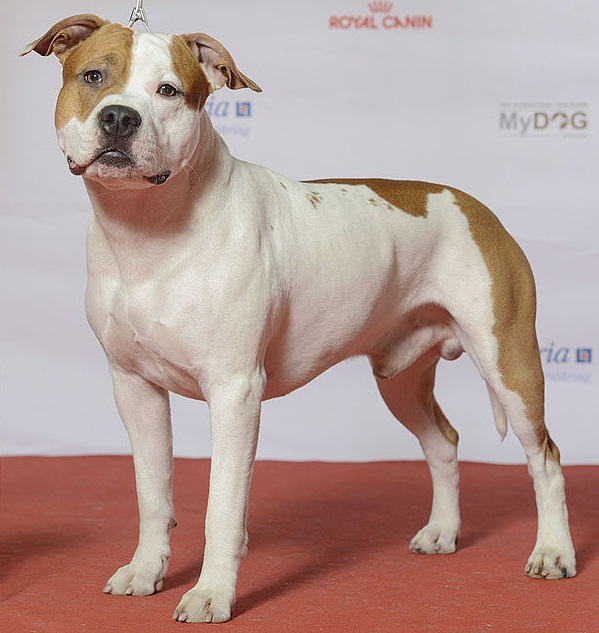
Amerikaanse staffordshireterriër

De Amerikaanse staffordshireterriër is de Amerikaanse versie en een verre neef van de staffordshire-bulterriër en genetisch hetzelfde als de Amerikaanse pitbullterriër.
Het verschil zit met name in welke stamboomregister ze vermeld staan.
Voor de Amerikaanse pitbullterriër is dat de United Kennel Club en voor de Amerikaanse staffordshireterriër is het de American Kennel Club, die aangesloten is bij het FCI, net als de Nederlandse Raad van Beheer.

### Staffordshire-bulterriër

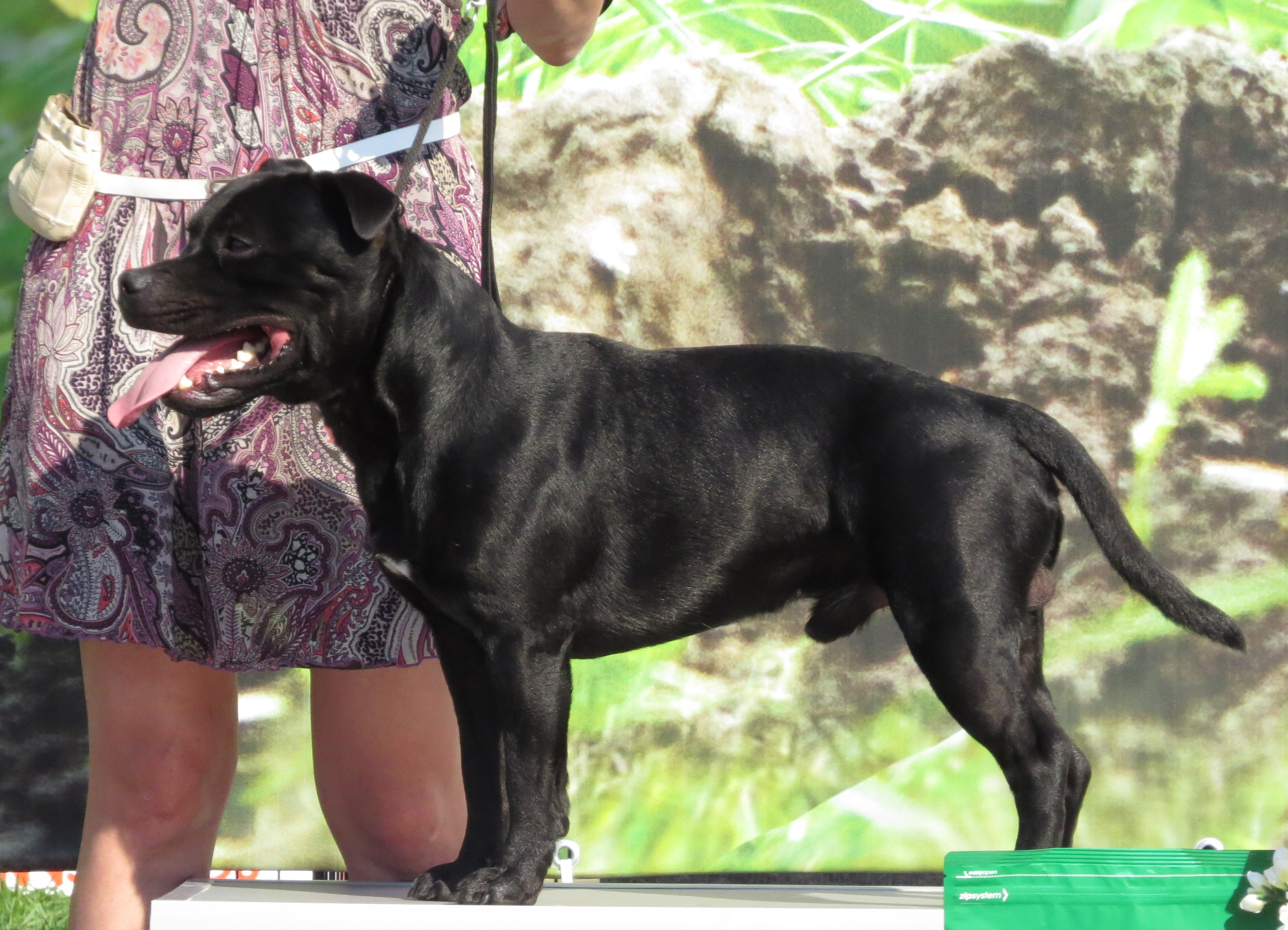
Staffordshire-bulterriër

Hoewel de bulterriër vanouds gebruikt werd als een (niet-raszuivere) huishond en erfbewaker, is de geschiedenis van de bulterriër niet los te denken van hondengevechten (hond tegen hond, hond tegen beer, hond tegen stier = bull). In Engeland waren vooral de hond-stiergevechten zeer in trek bij een zeker publiek. Begin 19e eeuw daalde de belangstelling hiervoor; in 1835 werden de gevechten definitief verboden (Human Ethics Act). Vanaf toen werden er weddenschappen op hond-hond- en hond-ratgevechten afgesloten.
De 'oude' buldogs bleken te langzaam en te zwaar voor de hondengevechten: zij waren meer geschikt voor het vechten tegen stieren. Hun uiterlijk week sterk af van de huidige rashond: aanzienlijk groter, minder gedrongen, en een stuk zwaarder.
Fokkers begonnen na 1835 met systematisch kruisen op bouw en mentaliteit waardoor de nakomelingen "geschikt" werden voor de "vechtkuil" (Eng. 'pit' = kuil) en de pitbullterriër ontstond. Deze honden zijn kleiner, slanker en sneller dan de oude bulldogs en konden in een meer flitsende actie vechten.
Het is lastig traceerbaar welke rassen indertijd voor het kruisen werden gebruikt. Er is onder andere sprake van terriërs. Er heerst veel spraakverwarring over de benaming "terriër": indertijd werden ook veel jachthonden van onbekende herkomst onder de noemer "terriër" gerangschikt.
Wel is het zo goed als zeker dat de English White Terrier, de Black and Tan Terrier uit de streken rond Manchester en de bekende foxterriër bijdroegen aan de hond die uiteindelijk de naam staffordshire-bulterriër zou krijgen.
In 1860 kruiste een fokker uit Birmingham opnieuw een staffordshire-bulterriër met de English White Terrier, vervolgens met de pointer en de dalmatische hond. Dit resulteerde in een wit hondenras dat "White Bull Terrier" werd genoemd. Dit ras staat dan weer aan het begin van de huidige bulterriër. Vervolgens werd dit ras opnieuw gekruist met een staffordshire-bulterriër om zo een nieuwe kleur in te fokken.

### Amerikaanse staffordshireterriër

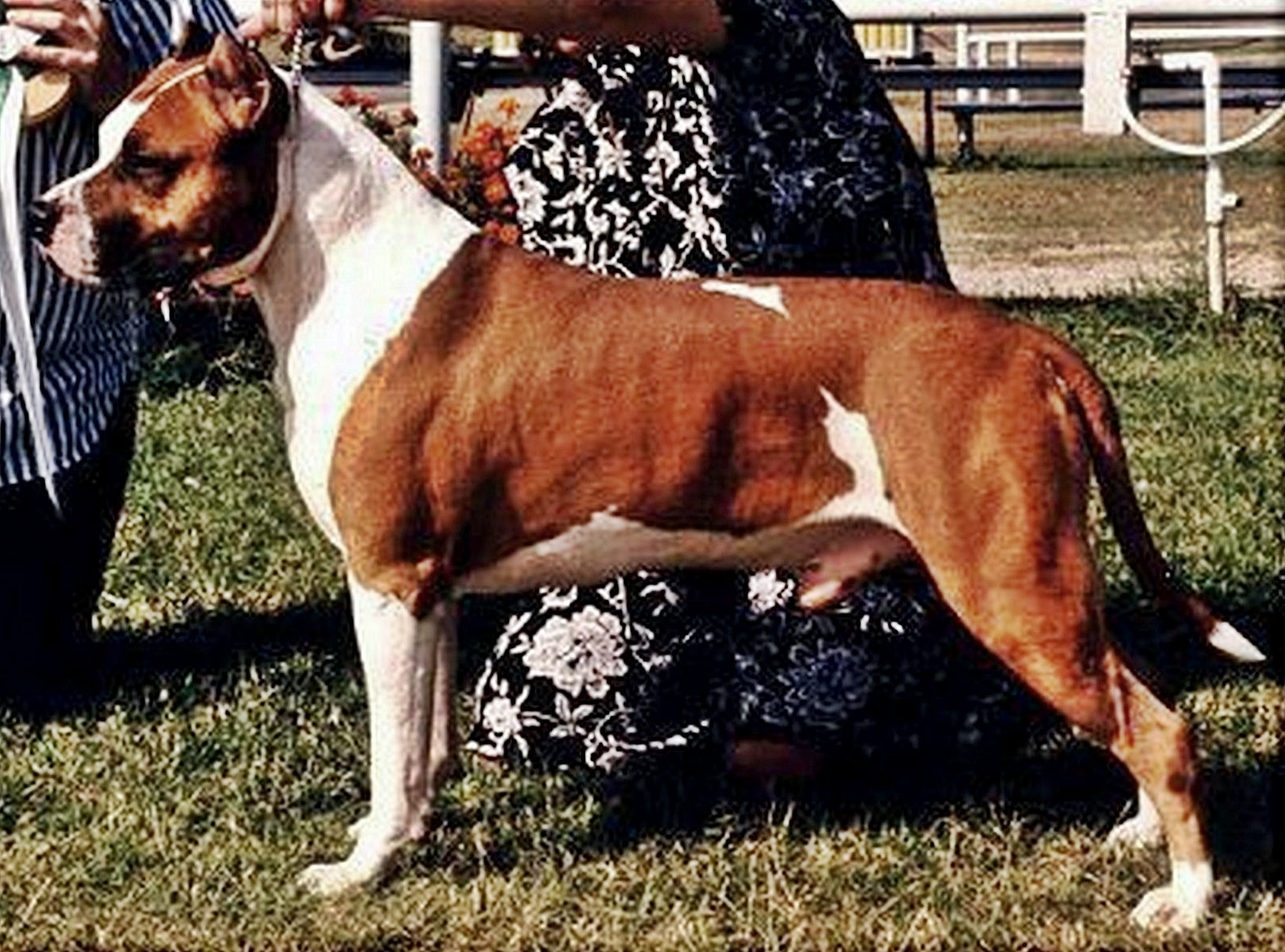
Amerikaanse staffordshireterriër

Begin 19de eeuw (dus vóór 1835, voordat de oude bulldogs "kleiner" werden gefokt) kwamen met Engelse en Ierse kolonisten bulterriërs mee naar de Verenigde Staten. Hier werden zij hoofdzakelijk gebruikt als jachthond, boerderijhond en waakhond, soms ook wel als vechthond.
Er werd met deze honden verder gefokt waarbij het doel van de fokkerij niet was, zoals bij de staffordshire-bulterriër, een vechthond fokken, maar een "familiehond met een hoge tolerantie tegenover kinderen". De nakomelingen hiervan ontwikkelden zich dan ook qua type en karakter in een andere richting dan de Engelse variant, de staffordshire-bulterriër. Uiteindelijk werden in 1898 de eerste exemplaren van een nieuw ras gepresenteerd. Het nieuwe ras was geenszins uniform van type en kreeg in de loop van de tijden verschillende rasnamen: "Pit-Dog", "Half and Half", "American Pit-Bull Terrier", "Pit Bull Terrier", "Yankee Terrier" en ten slotte "American Staffordshire Terrier" (Amerikaanse staffordshireterriër).
De Amerikaanse staffordshireterriër heeft een lange en ingewikkelde geschiedenis doorlopen om te komen waar hij nu staat. In 1936 werd de Amerikaanse staffordshireterriër officieel erkend door de Amerikaanse kennel club. De eerste Amerikaanse staffordshireterriër die officieel werd ingeschreven in het stamboek was Pete, die opviel door zijn zachte aard en kalme houding. Hij maakte naam als acteur in de komische filmserie Our Gang die in de jaren 30 van de 20e eeuw veel succes had.

## Karakter

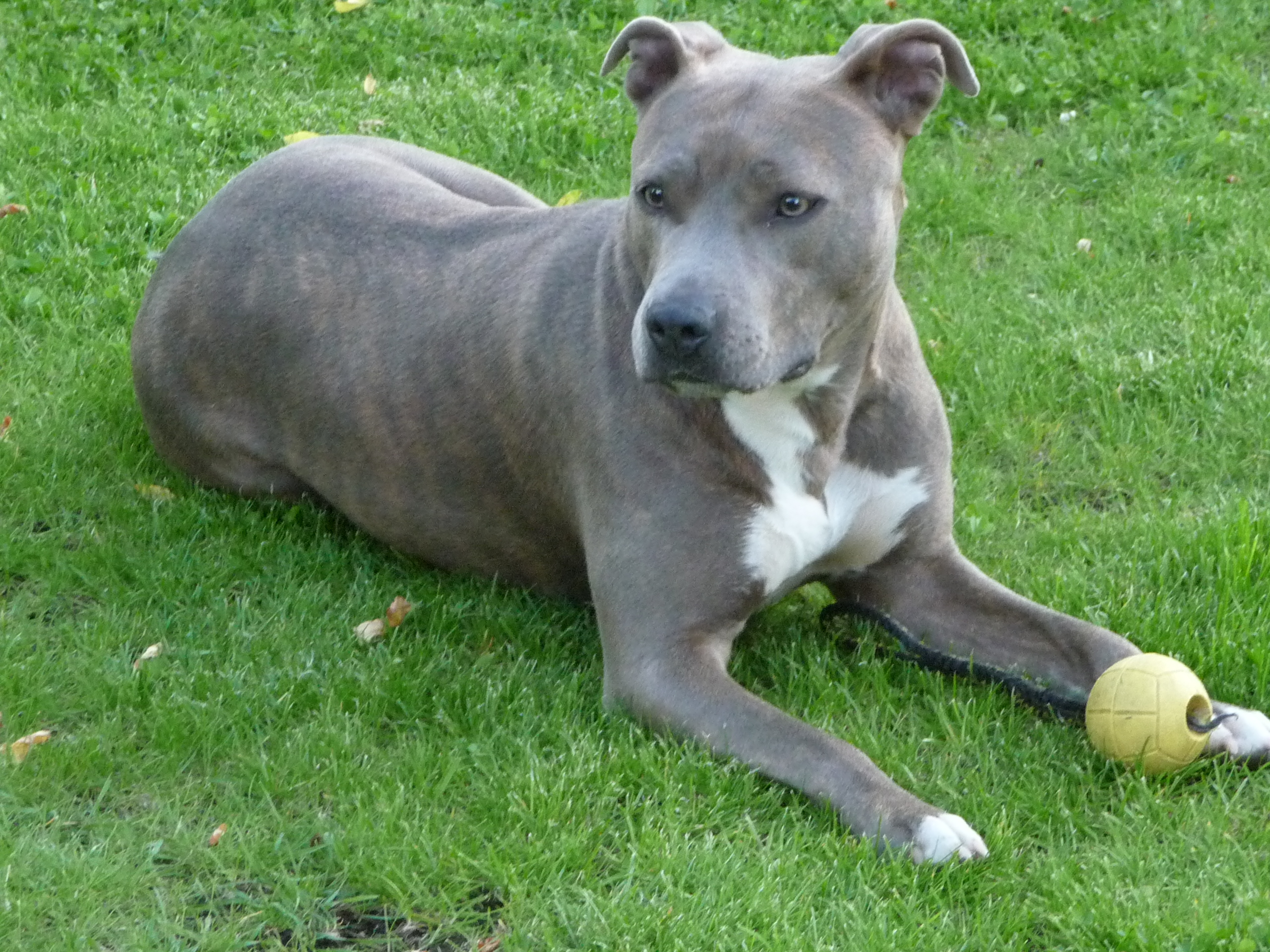
Amerikaanse staffordshireterriër

Amerikaanse staffordshireterriërs zijn niet altijd geschikt als gezinshond. Als het baasje niet de volledige controle over het dier heeft en/of niet voldoende aanwezig is, kan dit gevaarlijk zijn voor mensen, dus ook kinderen en ook andere honden en dieren. Staffordshireterriërs kunnen vriendelijk, betrouwbaar en erg aanhankelijk naar mensen zijn, maar ook onvoorspelbaar. Wanneer hun enthousiasme enigszins ingeperkt kan worden, zijn ze vaak prima in de omgang met kinderen, maar er zijn ook meldingen van bijtincidenten waaronder dodelijke. Laat daarom nooit uw hond en kind samen zonder toezicht.
Amerikaanse staffordshireterriërs kunnen, wanneer zij volwassen worden, dominantie ontwikkelen naar andere honden.
Dit geldt met name voor honden van hetzelfde geslacht. Ook een goede socialisatie is van belang. Men dient de pup daarom van jongs af aan, alleen met  toestemming van het baasje, te leren met andere honden om te gaan en betrouwbaar terug te komen wanneer het baasje roept. Spel kan erg snel omslaan in een krachtmeting, men dient hierbij op subtiele signalen te letten en vroegtijdig in te grijpen, zodat de hond en zijn speelmaatje geen negatieve ervaringen opdoen.
De Amerikaanse staffordshireterriër is niet geschikt voor mensen met weinig hondenervaring.
Ongekruist en met stamboom wordt de Amerikaanse Staffordshireterriër in Frankrijk als een categorie 2 hond beschouwd en daardoor is het houden van deze hond (zelfs op doorreis of kort verblijf) aan zware verplichtingen en beperkingen onderhevig. Kruisingen met de American Staffordshire Terriër vallen onder categorie 1 en  worden niet toegelaten tot Frans grondgebied.

## Uiterlijk

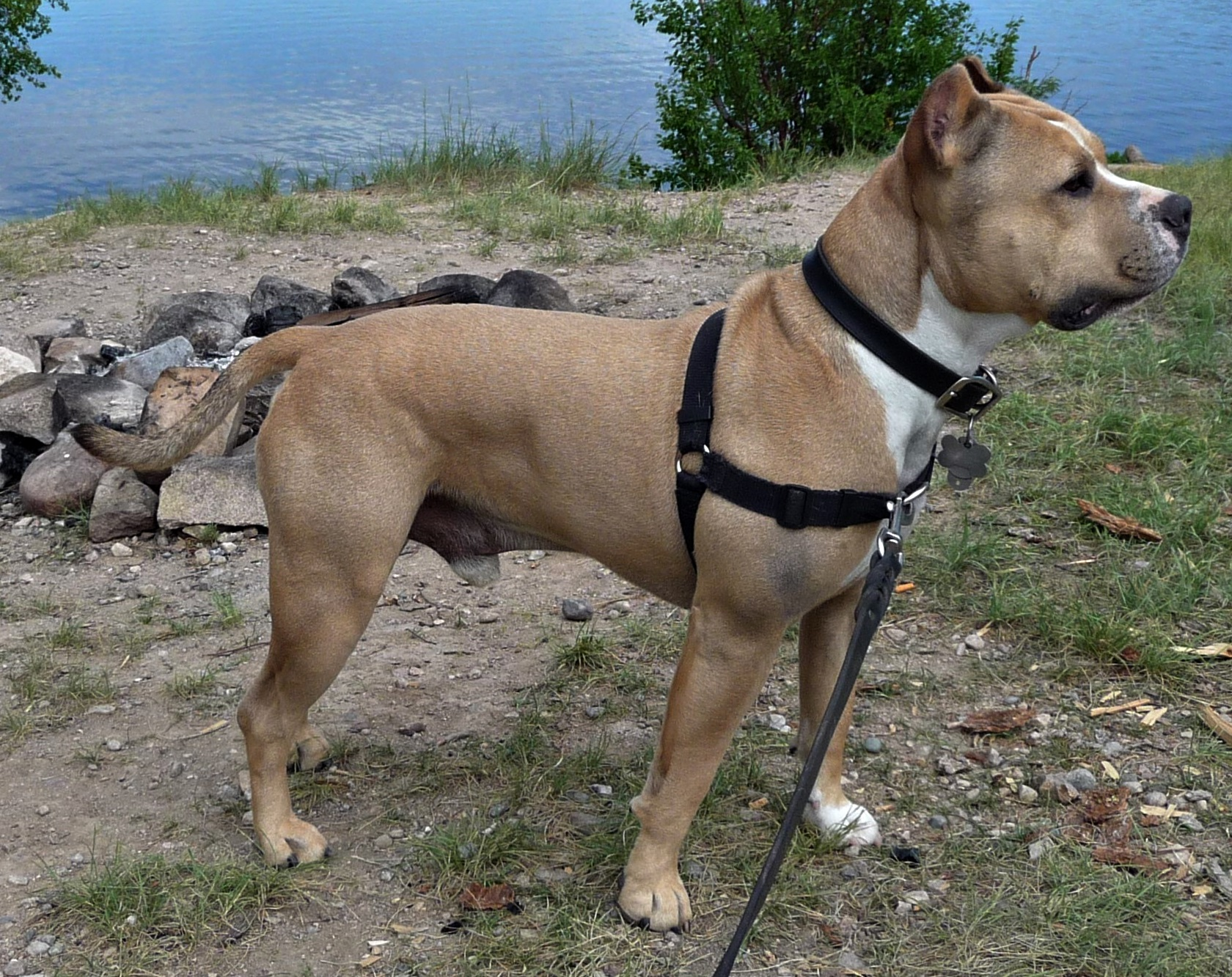
Amerikaanse staffordshireterriër

De Amerikaanse staffordshireterriër wekt de indruk krachtig te zijn in verhouding tot de grootte van zijn lichaam.
Alle delen van het lichaam zijn in verhouding: stevig gespierd, atletisch en gracieus. Hij is 'stocky': dat wil zeggen vierkant, geblokt, gezet - nooit afgetraind, niet langbenig of 'racy' (neiging naar windhondachtige) in zijn omlijning.
- Hoofd: Van gemiddelde lengte, schedel diep en breed, zeer goed ontwikkelde wangspieren (bakken), oren hoog aangezet maar toch ook ver genoeg uit elkaar. Oren - Ongecoupeerde oren moeten klein zijn en 'half prick' of 'rose' gedragen worden. Oren die vanaf de basis hangen moeten achtergesteld worden. Ogen - zo donker mogelijk; rond, laag en diep in de schedel, en ver van elkaar geplaatst. Geen roze oogleden (oogranden). Snuit - gemiddelde lengte, ronde bovenzijde, steil naar beneden vallend onder de ogen. Kaken duidelijk afgetekend. Onderkaak sterk en met grote bijtkracht. Lippen goed sluitend en gelijkmatig, niet los of te groot. Boventanden moet juist voor de ondertanden neerkomen (schaargebit). Neus beslist zwart.
- Nek: Zwaar, licht gebogen, taps toelopend vanaf de schouders tot de achterkant van de schedel. Geen losse huid, gemiddelde lengte.
- Schouders: Sterk en gespierd met ruime hellende schouderbladen.
- Rug: Tamelijk kort, licht hellend vanaf de schoft naar de romp, aan het eind van de romp schuin aflopend naar de staartaanzet. Lendenen iets invallend.
- Lichaam: Zware goed gewelfde ribben, dicht naast elkaar geplaatst. Borst diep en breed waardoor de voorbenen ver uit elkaar staan.
- Staart: Kort in verhouding tot de grootte, laag aangezet, uitlopend tot een fijne punt. Niet gekruld of over de rug gedragen. Nooit gecoupeerd.
- Benen: Voorbenen: recht, verticaal met dikke ronde beenderen, rechte polsen. Geen doorgezakte polsen. Achterbenen: goed gespierd, goed gehoekt, binnen noch buitenwaarts gedraaid. Voeten van gemiddelde grootte, goed gewelfd en compact. Gangwerk veerkrachtig maar zonder deinen, slingeren of telgang.
- Vacht: Korte dicht bij elkaar geplaatste, glanzende stevige stijve haren.
- Kleur: Elke kleur, geheel, gedeeltelijk of gevlekt is toegestaan; geheel wit, meer dan 80% wit, black-and-tan en leverkleur mogen niet aangemoedigd worden.
- Schofthoogte: Grootte en gewicht moeten in verhouding zijn. Een schouderhoogte van 46 tot 48,5 cm voor reuen en 43 tot 46 cm voor teven wordt geprefereerd.
- Fouten: Te 'vermijden' fouten zijn, vleeskleurige neus, lichte ogen of roze oogleden, te lange of slecht gedragen staart, onder-voor of boven-voor beet.
- Gecoupeerde oren wet Samenvatting: het couperen van de oren van gewervelde dieren is verboden in Nederland sinds 1 oktober 1996 en in België voor honden geboren vanaf 1 oktober 2001. Dit geldt, tenzij het om een noodzakelijke medische ingreep gaat. Daarvoor zijn bevestigende papieren van een dierenarts nodig. Honden met gecoupeerde oren afkomstig uit een land waar deze ingreep wel is toegestaan mogen geïmporteerd worden. Deze honden mogen niet deelnemen aan keuringen, wedstrijden en shows. Dergelijke honden mogen niet in België worden verhandeld.